# تیم ملی کبدی مردان بنگلادش
تیم ملی کبدی مردان بنگلادش ، کبدی ورزش ملی بنگلادش است. چودری عبدالله آل مأمون، رئیس فدراسیون کبدی بنگلادش است.